# Martirio di san Sebastiano (Pollaiolo)

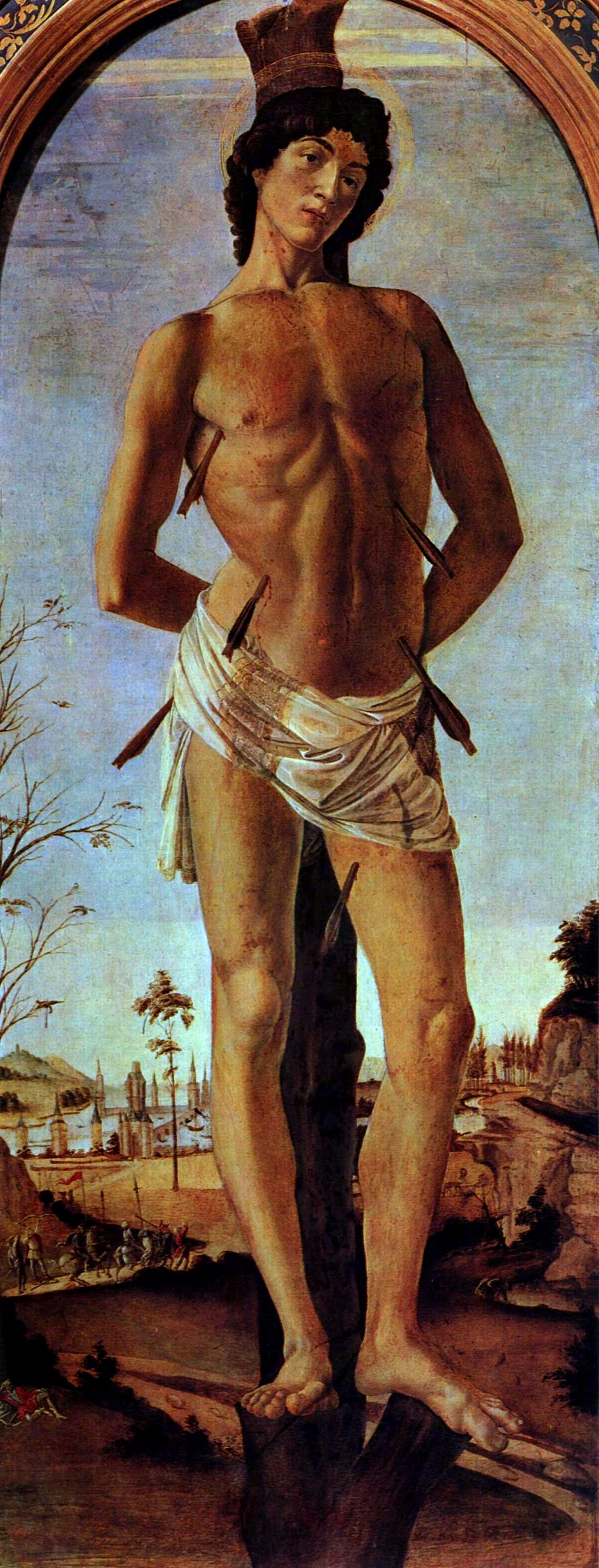
Sandro Botticelli, San Sebastiano, Berlino, Gemäldegalerie (1474)

Il Martirio di San Sebastiano è un dipinto olio su tavola (291,5x202,6 cm) di Piero del Pollaiolo, databile al 1475 circa e conservata nella National Gallery di Londra.

## Storia
La tavola fu commissionata dalla famiglia Pucci per l'altare della cappella di famiglia, l'oratorio intitolato a san Sebastiano, nella basilica della Santissima Annunziata di Firenze.
Giorgio Vasari indicò come data di esecuzione l'anno 1475: tuttavia, riferì l'opera al fratello di Piero, Antonio, assai più famoso e artisticamente dotato. La confusione, nonostante le fonti più antiche di Vasari siano chiare al riguardo, è giunta fino ad oggi.
Il marchese Roberto Pucci cedette nel 1857 l'opera alla National Gallery dopo che in precedenza era stata ritirata dall'oratorio con il pretesto di un restauro.

## Descrizione e stile
Il Martirio è considerato il capolavoro artistico di Piero. San Sebastiano campeggia, con un'espressione mesta ma tranquillamente riflessiva, legato ad un albero secco le cui basi di rami tagliati fanno da appoggio, mentre tutt'intorno sei arcieri disposti a cerchio attorno a lui lo colpiscono con frecce o ricaricano le balestre. Sullo sfondo il paesaggio "a volo d'uccello" si perde lontanissimo, popolato da figurine, da rovine antiche e altri segni della presenza umana. La figura di Sebastiano si trova per metà sullo sfondo celeste e per metà su quello terreno: si tratta di un richiamo evidente alla filosofia dell'Accademia neoplatonica, animata da Marsilio Ficino e Agnolo Poliziano. Secondo gli scritti dell'Accademia la realtà era vista come la combinazione di due grandi princìpi, il divino da una parte e la materia inerte dall'altra; l'uomo così occupava nel mondo un posto privilegiato perché attraverso la ragione poteva giungere alla contemplazione del divino, ma anche recedere ai livelli più bassi della sua condizione se guidato solo dalla materialità dei propri istinti. La figura sospesa a mezz'aria del santo rappresenta quindi la condizione umana in bilico tra mondanità e trascendenza. Emerge inoltre  la malinconia per l'offesa che il mondo estraneo a questi ideali, rappresentato dagli arcieri, attua nei confronti di san Sebastiano.
Rispetto alle sue opere precedenti, la composizione è sottoposta ad un più rigido controllo geometrico, pur senza rinunciare alla consueta naturalezza delle pose e dei movimenti; bellissime le figure dei quattro arcieri in primo piano, raffigurati in base a pose speculari, di cui i due alle estremità intenti a scoccare la freccia e i due al centro nell'atto di ricaricare la balestra, in perfetto equilibrio rispetto all'asse centrale costituito dal palo a cui è legato il santo.
Confrontando l'opera con il quasi contemporaneo San Sebastiano di Sandro Botticelli balza immediatamente agli occhi la differenza stilistica tra i due: l'opera botticelliana pone in assoluta evidenza la figura del santo, immergendola piuttosto in un paesaggio di ispirazione fiamminga; l'opera di Pollaiolo è invece più dinamica ed espressiva, animata da profonde linee di forza dei gesti e dei corpi.
Le fasce a fitte righe colorate che alcuni arcieri tengono in vita erano un ornamento tipico dell'epoca: sono presenti ad esempio nel Battesimo di Cristo di Verrocchio e Leonardo da Vinci e nella Flagellazione di Luca Signorelli.